# Vpadina Kamenistaja
Koordinaten: 73° 25′ S, 61° 53′ O
Die Vpadina Kamenistaja (englische Transkription von russisch Впадина Каменистая Wpadina Kamenistaja) ist eine Depression im ostantarktischen Mac-Robertson-Land. Sie liegt im Massif Drakon der südlichen Prince Charles Mountains.
Russische Wissenschaftler benannten sie. Der Namensgeber ist nicht überliefert.